# Jeordie White
Pour les articles homonymes, voir Ramirez et White.
 (octobre 2017).
Si vous disposez d'ouvrages ou d'articles de référence ou si vous connaissez des sites web de qualité traitant du thème abordé ici, merci de compléter l'article en donnant les références utiles à sa vérifiabilité et en les liant à la section « Notes et références ».
Jeordie Osborne White, né le 20 juin 1971 dans le New Jersey, aux États-Unis, connu sous le pseudonyme Twiggy Ramirez, est un musicien américain, ayant notamment été le bassiste des groupes Marilyn Manson, A Perfect Circle, Nine Inch Nails et le chanteur de Goon Moon.

## Biographie
Jeordie Osborne White est né le 20 juin 1971 dans le New-Jersey, et s'installera, plus tard, en Floride, à Fort Lauderdale, avec sa famille. Sa mère, Dana Brown, était gogo danseuse et une groupie de groupes tels que les Bee Gees, les Kinks et les Mountains. Né de père inconnu, ce fait donna naissance à des rumeurs selon lesquelles Jeordie pourrait être le fils de l'un des membres de ces groupes, notamment de Ray Davies (Kinks) ou de Leslie West (Mountain). Sa famille se compose aussi de son beau père, Franck, d'un frère plus âgé James et de trois demi-frères plus jeunes qui se nomment Wesley, Ayden et Dustin.

## Carrière musicale

### 1986-1993
Influencé par le heavy metal, au travers d'artistes tels que Mötley Crüe, Van Halen et Iron Maiden, Jeordie se mit à la guitare à l'âge de treize ans et rejoint son premier groupe, The Ethiopians, à quinze ans.
Entre 1989 et 1993, il fait partie d'un groupe de thrash floridien Amboog-A-Lard. Le groupe fut récompensés en 1992 aux Slammies Awards en Floride, d'où Jeordie repartit avec la récompense du meilleur guitariste rythmique de l'État.

### 1993-2002
C'est à la fin des années 1980 que Jeordie White fait la rencontre de Brian Warner, alias Marilyn Manson, cofondateur en 1989 du groupe Marilyn Manson and The Spooky Kids, dans le magasin de disques où White travaillait. Se découvrant des goûts communs pour le metal, ils sympathisèrent. Il déclara plus tard que le jour-même de cette rencontre, il avait su qu'il collaborerait avec Warner. 
En mars 1993, il participa à plusieurs projets aux côtés de Manson notamment Mrs Scabtree, dont le single Herpes fut diffusé à la radio.
Parallèlement, en 1994, le groupe Marilyn Manson venait de composer leur premier album, et avait organisé sa première tournée en tête d'affiche (après quelques tournées en première partie de Nine Inch Nails), dont Amboog-A-Lard fit la première partie.
Jeordie ne rejoint pas le groupe avant le départ de son bassiste, Gidget Gein, en décembre 1993, qui, selon Marilyn Manson, était plus motivé par la drogue que par la musique. Tout naturellement, il demanda à White s'il voulait le remplacer. Celui-ci accepta l'offre, malgré le fait qu'il n'ait jamais joué de basse, et quitta les Amboog-A-Lard. 
C'est à ce moment-là que, comme le voulait la tradition au sein du groupe, Jeordie White prit le nom de Twiggy Ramirez, association du prénom d'une top modèle (Twiggy Lawson, dont il reprit le look androgyne) et du nom de famille d'un tueur en série (Richard Ramirez).
Twiggy Ramirez ne contribua aucunement au premier album de Marilyn Manson, Portrait of an American Family, mais enregistra tous les morceaux. De plus, le garçon représenté dans le livret de l'album n'est autre que l'un de ses jeunes frères.
Un an plus tard, le groupe sort Smells Like Children, un album de remix et de reprises, incluant notamment celle de Sweet dreams du groupe Eurythmics. Le onzième titre est entièrement composé et interprété par Twiggy Ramirez.
En 1996 paraît le controversé Antichrist Superstar, dont il a composé la plupart des titres. Il y joue, de plus, toutes les partitions de basse et de guitare, le guitariste Daisy Berkowitz ayant quitté le groupe pendant l'enregistrement.
Après la tournée Dead to the World tour, Ramirez et Manson devinrent colocataires dans une grande maison blanche à Los Angeles, ce qui donna naissance au concept du morceau Great Big White World, qui figurera sur l'album Mechanical Animals paru en 1999. Encore une fois, il composa la majorité des chansons, et, le remplaçant de Daisy Berkowitz Zim Zum ayant quitté le groupe, il se chargea de nouveau de la guitare et de la basse.
En 1998, il entreprit un duo avec la modèle dont son pseudonyme s'inspire, Twiggy Lawson, pour la bande originale de Dead Man on Campus, en reprenant I Only Want to Be with You de Dusty Springfield.
En 2000 sort l'album Holy Wood, composé par Twiggy Ramirez et John 5, guitariste nouvellement embauché.
L'année suivante, il accompagne à la basse Dave Navarro, sur la chanson Everything de son album solo Trust no One.
En 2001 également, Marilyn Manson sortit le single Tainted Love, une reprise de Soft Cell, pour la bande originale du film Sex Academy. Ce sera le dernier projet auquel participa Twiggy Ramirez puisque, le 29 mai 2002, il quitte le groupe, ayant envie de nouveauté, d'évolution et étant fatigué de son rythme de vie.  
Ce départ a été convenu d'un commun accord avec Marilyn Manson. Il fut remplacé par Tim Sköld.

### 2003-2007
Après son départ, Jeordie White, qui reprit son vrai nom, travailla avec plusieurs artistes, notamment sur l'album solo de Melissa Auf der Maur, et joua deux lives avec un groupe de rock californien, Mondo Generator. 
Il auditionna pour le rôle de second guitariste du groupe Queens of the Stone Age, ainsi qu'au rôle de bassiste au sein de Metallica.
Il remplaça Paz Lenchantin du groupe A Perfect Circle dont il devient un membre à part entière le 11 février 2003.
Jeordie White participa à la production de l'album With Teeth de Nine Inch Nails et les accompagna en tournée en 2005-2006.
Il monta, de plus, son propre projet avec Chris Goss de Master of Reality, appelé Goon Moon.

### 2008-2017
Le 9 janvier 2008, Marilyn Manson déclara sur MySpace que Tim Sköld, son bassiste, quittait le groupe et que Twiggy Ramirez reprendrait sa place.
Le 24 octobre 2017, Marilyn Manson déclare dans un tweet avoir une nouvelle fois décidé de se séparer de White, celui-ci étant accusé d'avoir violé son ex-petite amie, la chanteuse Jessicka Addams du groupe Jack Off Jill.

## Vie privée
On prête à Jeordie White une courte relation avec Courtney Love, ainsi qu'avec Jessicka Fodera de Jack Off Jill. Le 26 juillet 2014, il épouse Laney Chantal, maquilleuse spécialisée dans les effets spéciaux, et modèle Suicide Girl.
Ils se séparent fin 2017 après les accusations de viol.

## Filmographie
- 1996: Dead to the World
- 1997: Lost Highway
- 1999: God Is in the TV
- 2001: Guns, God and Government
- 2004: Some Kind of Monster
- 2005: Backstage Pass 3: Uncensored!
- 2007: Beside You in Time
- 2009: Night of Pan

## Discographie
Amboog-A-Lard
- 1993 : A New Hope

Marilyn Manson
- 1994 : Portrait of an American Family
- 1995 : Smells Like Children
- 1996 : Antichrist Superstar
- 1998 : Mechanical Animals
- 1999 : The Last Tour on Earth
- 2000 : Holy Wood (In the Shadow of the Valley of Death)
- 2004 : Lest We Forget
- 2009 : The High End of Low
- 2012 : Born Villain
- 2015 : The Pale Emperor
- 2017 : Heaven Upside Down

The Desert Sessions
- 2003 : Volumes 9 & 10

A Perfect Circle
- 2003 : Thirteenth Step
- 2004 : eMOTIVe
- 2004 : aMOTION

Nine Inch Nails
- 2007 : Beside You in Time

Goon Moon
- 2005 : I Got a Brand New Egg Layin' Machine
- 2007 : Licker's Last Leg